# ジャパンカップサイクルロードレース2004
ジャパンカップサイクルロードレース2004（Japan Cup Cycle Road Race 2004）は、ジャパンカップサイクルロードレースの13回目のレース。

## 結果
- 2004年10月24日（日） 151.3 km

| 順位 | 選手名                       | 国籍       | チーム                             | 時間          |
| ---- | ---------------------------- | ---------- | ---------------------------------- | ------------- |
| 1    | パトリック・シンケヴィッツ   | ドイツ     | クイックステップ・ダヴィタモン     | 4時間01分30秒 |
| 2    | ダミアーノ・クネゴ           | イタリア   | サエコ                             | +01秒         |
| 3    | マヌエル・クインツィアート   | イタリア   | ランプレ                           | +44秒         |
| 4    | シルヴェルステル・シュムィド | ポーランド | サエコ                             | +46秒         |
| 5    | レオナルド・ベルタニョッリ   | イタリア   | サエコ                             | +48秒         |
| 6    | ブラム・タンキンク           | オランダ   | クイックステップ・ダヴィタモン     | +1分59秒      |
| 7    | マルコ・マルツァーノ         | イタリア   | ランプレ                           | 同            |
| 8    | ファビアン・イェーカー       | スイス     | サウニエル・ドゥバル＝プロディール | +2分00秒      |
| 9    | フアン・ホセ・コーボ         | スペイン   | サウニエル・ドゥバル＝プロディール | +2分10秒      |
| 10   | 狩野智也                     | 日本       | シマノレーシング                   | +2分13秒      |

山岳賞
3周目: アンヘル・ゴメス ( スペイン、サウニエル・ドゥバル＝プロディール)
6周目: シルヴェルステル・シュムィド ( ポーランド、サエコ)
9周目: シルヴェルステル・シュムィド ( ポーランド、サエコ)
総合結果: シルヴェルステル・シュムィド ( ポーランド、サエコ)